# The Politics of Ecstasy
The Politics of Ecstasy – drugi długogrający album zespołu Nevermore, wydany w 1996. Nazwa pochodzi od tytułu powieści Timothy'ego Leary. Pierwsza ścieżka albumu jest również tytułem pierwszego rozdziału książki. 

## Lista utworów
1. The Seven Tongues of God – 5:59
2. This Sacrament – 5:10
3. Next in Line – 5:34
4. Passenger – 5:26
5. The Politics of Ecstasy – 7:57
6. Lost – 4:15
7. The Tiananmen Man – 5:25
8. Precognition – 1:37
9. 42147 – 4:59
10. The Learning – 16:01 (reedycja 2006)
11. Love Bites - 11:40 (Bonus Track (reedycja 2006))